# Scoparia subgracilis
Scoparia subgracilis là một loài bướm đêm trong họ Crambidae.